# ハチャメチャドライブ
ハチャメチャドライブ（英: The Screwdriver）は、『ウッディー・ウッドペッカー』シリーズの2作目となる短編アニメーション映画である。
1941年8月11日に劇場公開された本作は、ウォルター・ランツ・プロダクションが製作し、ユニバーサル・ピクチャーズが配給した。

## ストーリー
ウッディー・ウッドペッカーは、交通ルールを無視して暴走運転で田舎をドライブしている。彼は交通警察官と対峙し、何をしているか聞くとスピード違反者を探していると説言われる。ウッディーは、アラスカまでの往復を1分以内に済ませることで、自分が違反者であることを明らかにさせる。警官は彼を逮捕しようとするが、ウッディーは「その制服がなければ、君はそんなにタフじゃないだろうね」と言う。怒った警官は服を脱ぐが、ウッディーはボクシンググローブの入ったカメラで彼を攻撃する。ウッディーは、馬車に乗った農民や、人力車に乗った中国人の格好をして、警官をからかう。最後には警官が暴走し、ウッディーが世話役に変装し精神病院に送られた警官をからかう。

## 製作
1940年代初頭のランツの作品の多くと同様に、本作にも監督のクレジットはない。ランツ自身が監督したと主張している本作は、アニメーションはアレックス・ロビーとラルフ・ソマービル、ストーリーはベン・ハーダウェイとジャック・コスグリフ、音楽はダレル・コルカーが担当している。
映画の冒頭でメル・ブランクが歌唱したこの曲は、グレース・スタッフォードが演奏した『Hot Rod Huckster』で再登場することになる。
メル・ブランクがウッディーの声を担当したのは本作が最後となった。しかし、ウッディーの有名な笑い声は、1951年にグレース・スタッフォードがソフトなバージョンを録音するまで、後続の短編映画で使われ続け、ウッディの「Guess Who?!」という決め台詞は、1972年の短編映画シリーズ終了まで、オープニングタイトルに使われ続けた。
『ウッディー・ウッドペッカー・ショー』のこの短編は、テレビ放映時には『Woody's Jalopy』と改題された。